# Stauridiosarsia bicircella
Stauridiosarsia bicircella is een hydroïdpoliep uit de familie Corynidae. De poliep komt uit het geslacht Stauridiosarsia. Stauridiosarsia bicircella werd in 1977 voor het eerst wetenschappelijk beschreven door Rees. 